# Teresa Mersmann
Teresa Mersmann (Münster, 18 de abril de 1990) es una jugadora de voleibol y voleibol de playa alemana.

## Carrera

### Carrera de voleibol de interior
En voleibol de salón, jugó con el segundo equipo de la USC Münster en la segunda Bundesliga hasta 2013 y también tuvo quince apariciones en la selección juvenil. De 2014 a 2016 jugó para los rivales de la liga Bayer 04 Leverkusen. En 2017, hizo un breve regreso bajo techo en el club USC Münster de la Bundesliga. En la temporada 2018/19 fue un fijo en la plantilla de la USC Bundesliga.

### Carrera de voleibol de playa
En voleibol de playa, se proclamó campeona de Alemania Sub-18 en 2006 junto a Mareen Terwege. En 2007 terminó quinta con Natalia Cukseeva en el Campeonato Europeo Sub-18 en Brno. En 2008, terminó quinta en el Campeonato Mundial Sub-19 en La Haya con Laura Weihenmaier. En el mismo año ganó el Campeonato de Alemania Sub-19 con Christine Aulenbrock.
A partir de 2009, jugó con su compañera de club Cinja Tillmann. En su primera temporada, terminaron novenas en el Campeonato Europeo Sub-20 en Cos. En 2011 terminaron quintos en el Campeonato de Europa Sub-23 en Oporto. Mersmann/Tillmann también pudieron establecerse entre la élite nacional. Terminaron novenas en el Campeonato de Alemania en 2011 y ganaron la medalla de bronce en 2012. En el Campeonato Mundial de Estudiantes en Maceió las dos alcanzaron la etapa eliminatoria, pero Mersmann tuvo que retirarse allí debido a una enfermedad y terminó en el puesto 17.º. Al final de la temporada 2012, Mersmann y Tillmann se separaron.
Desde 2013, jugó junto a Isabel Schneider. En su primera aparición en el Circuito Mundial FIVB en Anapa, Rusia, Mersmann/Schneider ocuparon el segundo lugar. Esto fue seguido por el cuarto lugar en Durban y el noveno lugar en Xiamen y Phuket. En la Universiada de 2013 en Kazan alcanzaron el noveno lugar. En la gira CEV, jugó cuatro torneos satélites, ocupando el primer lugar (con Julia Großner), segundo y tercer lugar, y quinto lugar (con Anika Krebs). En el Smart Beach Tour alemán, ganaron en Norderney y Binz, quedaron segundos en St. Peter-Ording, terceros en Mannheim y Kuehlungsborn y quintos en Hamburgo. En el Campeonato Alemán en Timmendorfer Strand terminaron séptimas.
En el Circuito Mundial de la FIVB 2014, Mersmann/Schneider lograron un quinto lugar (Anapa), un noveno lugar (Fuzhou) y un 17.° lugar (Puerto Vallarta). Terminaron 25 en los Grand Slams de Berlín y Moscú. En el Smart Beach Tour, ganaron el torneo en Colonia y quedaron segundas en Münster y Núremberg, y terceros en Binz. En el campeonato alemán alcanzaron el quinto lugar.
En 2015, Mersmann/Schneider ganó los torneos satélite CEV en Molodechno y Vaduz y el equipo se convirtió en subcampeón alemán. En 2016 ganaron el torneo CEV Satellite en Ankara y la Smart Super Cup en Hamburgo. Después de un noveno lugar en el Campeonato Alemán, las dos se separaron.
En 2017 jugó junto a Sandra Ittlinger. Ganaron la Smart Beach Cup en Dresden y la Smart Super Cup en Hamburgo. También terminaron novenas en el campeonato alemán.
Desde finales de 2017 hasta finales de 2018, Cinja Tillmann volvió a ser su pareja. En el Circuito Mundial de la FIVB, Mersmann/Tillmann ganaron el torneo de 1 estrella en Baden, Austria, y el torneo de 3 estrellas en Tokio en 2018. En el Techniker Beach Tour, ganaron en Münster, Núremberg y Kuehlungsborn. En el campeonato alemán quedaron terceras.
A partir de 2019, se concentró en sus estudios y solo compitió en algunos torneos mixtos.